# 取水制限
取水制限（しゅすいせいげん）とは、異常な少雨や涸渇などによってダムその他の淡水を蓄える施設の貯水量が減少した時に、河川から取水する量を減らすことである。(ダムの放流制限ではない)
水道の確保は日常生活や産業と直結する為、これ以上の降雨が見込めない場合や、一定の貯水量以下に下がった場合に全国の各管理水道局の判断によって取水量を下げ、使われている無駄な水量を減らす狙いがある。貯水量の基準がさらに下がった場合、断水という措置になる場合もある。